# 伊弉諾神宮

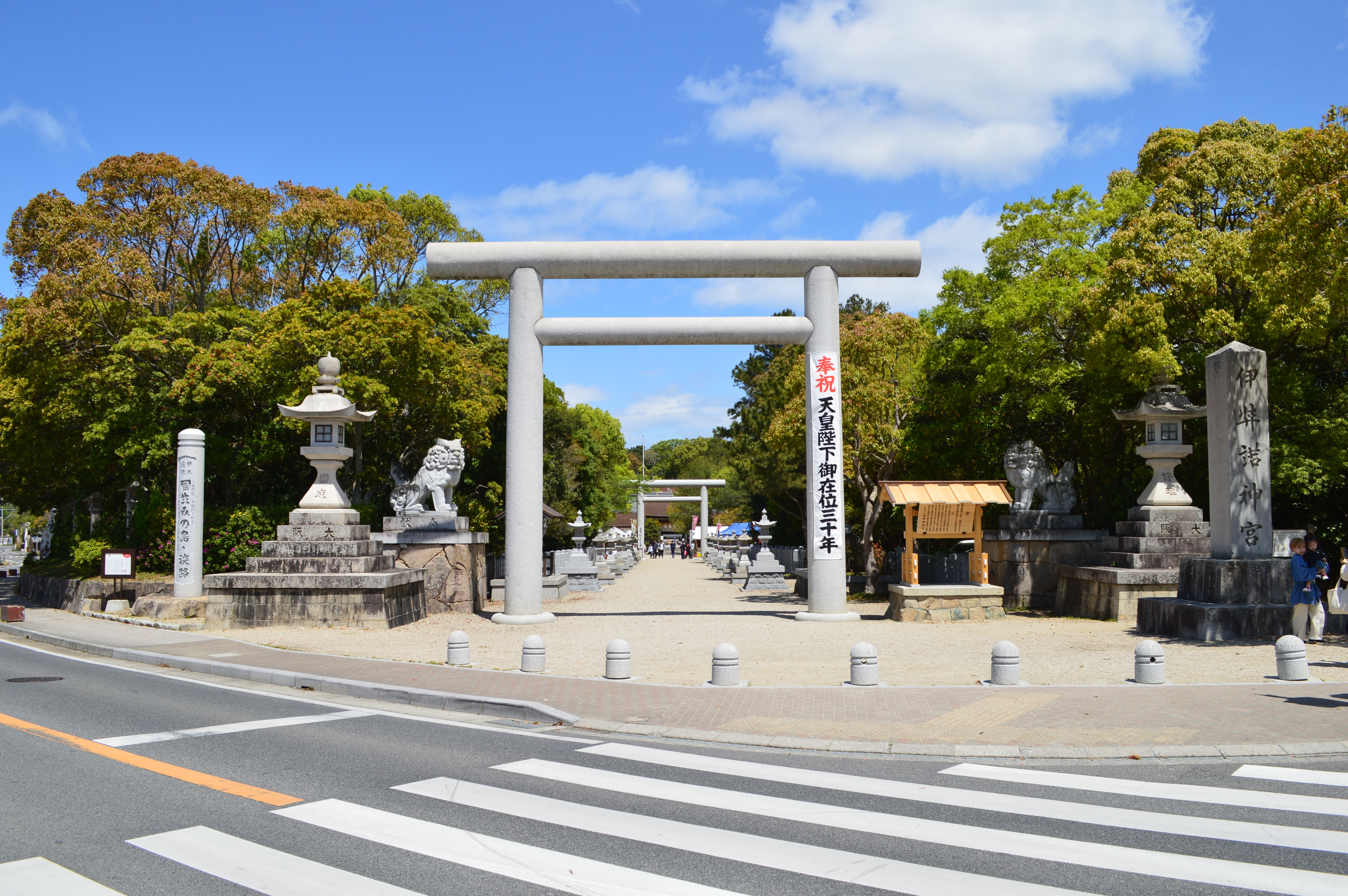
大鳥居

伊弉諾神宮（いざなぎじんぐう）は、兵庫県淡路市多賀にある神社。式内社（名神大社）、淡路国一宮。旧社格は官幣大社で、現在は神社本庁の別表神社。
所在地である旧一宮町（現 淡路市）の地名は、当社に由来する。通称「一宮（いっく）さん」「伊弉諾さん」。1月15日（小正月）には、御粥占祭のほか、淡路農林水産祭が行われる。2016年4月25日、構成文化財のひとつとして日本遺産に認定された。

## 祭神
- 伊弉諾尊（いざなぎのみこと）
- 伊弉冉尊（いざなみのみこと）

両神は日本神話の国産み・神産みに登場する。
『幽宮御記』に祭神は「伊弉諾尊一柱也」とあるため、本来は伊弉諾尊のみを祀ったと考えられる。1931年（昭和6年）の「神社古文書写」に祭神に関する願上書があり、「当社は幽宮伝承（後述を参照）の神社で神位も一品の極位で、社格も官幣大社である。伊弉諾尊と伊弉冉尊の2神が国産み・神産みを行ったのであり、『延喜式神名帳』所載の座数に関係なく2神が祭祀されるべきであるが、明治3年（1870年）に名東県より伊弉諾尊1柱とされた。これは摂社末社が公認されるのに不当である。1930年（昭和5年）本殿を開くと伊弉冉尊も伝来のまま祭祀されていたので、資料を添えて願い奉るとの内容で伊弉諾尊と伊弉冉尊の2神を祀る許可を求めたところ、1932年（昭和7年）内務大臣より「請祭神を配祀として増加の件聴届く」と許可があり、正式に2神を祀る形になった。
また松前健は、地方神であった伊弉諾尊の神話が、淡路国から大和朝廷の神話に組み込まれたとする。松前によれば、伊弉諾尊を皇祖神の親とする信仰が宮廷に古くからあったとは思えず、2神が組み込まれたのは7世紀中頃以降で、大嘗祭卯の日の神事に召された淡路出身者や、宮廷に食料を運んだ淡路の海人が伝えたとする。また、『日本三代実録』で当社が無品勲八等から一品の極位へ一足飛びに神位を進めるのは、この時期に正式に皇祖神の最近親者とされたため、とする。

## 歴史

### 創建
『日本書紀』・『古事記』には、国産み・神産みを終えた伊弉諾尊が、最初に生んだ淡路島多賀の地の幽宮（かくりのみや、終焉の御住居）に鎮まったとあり、当社の起源とされる。 伊弉諾尊の幽宮と伝わる場所は、他に滋賀県の多賀大社があるが、これは『古事記』の真福寺本の「故其伊耶那岐大神者坐淡海之多賀也。」（いざなぎのおおかみは あふみのたがに ましますなり）との記述による。ただし、多賀大社の祭神は南北朝時代の頃までは伊弉諾尊ではなかったことが判明しており『古事記』の記述と多賀大社を結びつけることはできない。『古事記』では「近江」は「近淡海」とするのが常で、同じ『古事記』でも真福寺本以外の多くの写本が「故其伊耶那岐大神者坐淡路之多賀也。」になっており、その他の諸々の理由から、学界でも「淡海」でなく「淡路」を支持する説が有力である（武田祐吉、直木孝二郎等）。なお、『日本書紀』では一貫して「淡路」と記され、「近江」に該当する名はない。

### 概史
文献では、古くは『日本書紀』履中天皇5年条9月条において島に居る「伊奘諾神」の記載や、允恭天皇14年9月条に「島神」の記載があり、これらは一般に当社に比定される。
『新抄格勅符抄』大同元年（806年）牒によれば「津名神」には神封13戸が充てられ、さらに天慶3年（940年）9月13日の官符で「伊佐那支命神」には5戸が加増されたと見える。『日本三代実録』貞観元年（859年）1月27日条では、「伊佐奈岐命」の神階が無品勲八等から一品勲八等に昇叙されている。
延長5年（927年）成立の『延喜式』神名帳では淡路国津名郡に「淡路伊佐奈伎神社 名神大」と記載され、名神大社に列している。
永万元年（1165年）6月の『神祇官諸社年貢注文』の「淡路国一宮＜炭五十籠木五十束＞」の記述、元久2年（1205年）4月の『淡路国司庁宣』の「可令早引募一・二宮法華桜両会舞楽料田荒野拾町事」の記述、貞応2年（1223年）4月の『淡路国大田文』の「一宮社一所 同神宮寺一所」の記述などにより、平安時代末期から鎌倉時代初期にかけて淡路国一宮とされていったことがわかる。このため、一宮大神ともいった。
また、上記文書から中世の当社の様子がうかがえる。『淡路国司庁宣』から、国衙が当社と二宮である大和大国魂神社の祭礼などを管轄しており、両社の法華会・桜会で舞楽が催されたと考えられる。 また、『淡路国大田文』の記述から、鎌倉時代初期には神宮寺があったとわかる。
当社の別当であった妙京寺の記録では、弘安3年（1280年）に坂上田村麻呂の子孫という田村仲実が社殿を再興した。大永5年（1525年）の棟札によれば、田村氏は一宮神主であり領主であった。
天正9年（1581年）田村経春は、織田信長より武田勝頼との戦いで先陣を命じられたが従わず切腹となり、田村氏は滅んだという。
江戸時代には徳島藩主の蜂須賀家に崇敬され、元和7年（1621年）の黒印状で一宮供領10石を得た。また、石上氏が世襲で神職を勤め、当社の祭祀は社家と寺家の両部に司られたが、両部は幾度か争いを起こしている。
寛文元年（1661年）には当社の縁起である『二柱尊縁起』が作成された。縁起は領主・巡見使の参拝時に面前で読まれるため、社家と寺家のいずれが勤めるかで争いが起こった。『郡家物語』には、宝暦年間に起こった6年に及ぶ「一宮の唯一騒動」の記載がある。
宝暦2年（1752年）の『郡家物語』により、檀家を持たず一宮領分を配分して祭礼を勤める社家6坊と、別当の妙京寺末の寺家6坊の存在がわかり、この社家6坊が神宮寺と考えられる。しかし、『宮坊旦那追書付ニ付返答書控』によれば、社家6坊のうち東蔵坊・東林坊・円行坊・新坊・実蔵坊の5坊は退転し、宮坊だけが残ったと言う。
文政8年（1825年）の『淡路草 巻4』の記述から、法相宗とも真言宗ともいわれた神宮寺が弘治元年（1555年）に田村氏によって日蓮宗に改宗され、元禄12年（1699年）8月の『宮坊旦那追書付ニ付返答書控』の記述から、改宗に従わない社僧が追放されたとわかる。このため、中世末の一宮の管轄権は田村氏が掌握していたとする説もある。
1870年（明治3年）に名東県より、それまで2柱だった祭神を伊弉諾尊1柱と定められた。1871年（明治4年）に国幣中社に列格し、1885年（明治18年）官幣大社に昇格した。1932年（昭和7年）、前述のとおり、祭神に伊弉冉尊を合祀することが認められた。
1948年（昭和23年）に神社本庁の別表神社に加列されている。
1954年（昭和29年）には伊弉諾神社から現在の伊弉諾神宮に改称された。
1995年（平成7年）1月17日の阪神・淡路大震災で一の鳥居が倒壊するなど大きな被害を受けた。鳥居は氏子の奉納により、同年11月に神明鳥居へ形式を改め再建された。
境内には香木伝来の石碑がある。

### 神階
- 天安3年（859年）1月27日、無品勲八等から一品勲八等 （『日本三代実録』） - 表記は「伊佐奈岐命」。

## 境内
- 本殿 - 1879年（明治12年）に現在の場所よりも十間ほど前方に再建されたが、1881年（明治14年）に本殿の後ろにある禁足地であった御陵を造成してその上に移築された。三間社流造で、幣殿と屋根で連結されている。
- 幣殿 - 1881年（明治14年）建立。
- 翼廊
- 中門 - 1881年（明治14年）建立。
- 渡廊
- 祓殿・神饌殿
- 拝殿 - 1882年（明治15年）再建。銅板葺入母屋造で、舞殿を兼ねている。
- 神輿庫 - 文化5年（1808年）に徳島藩主蜂須賀治昭により建立。
- 昭和天皇御手植の楠 - 1922年（大正11年）11月30日にまだ皇太子であった昭和天皇によって植えられた。
- 伊勢皇大神宮遥拝所 - 伊勢神宮は弉諾神宮と同緯度であり、ここから真東に鎮座している。
- 東神門 - 江戸時代に徳島藩主蜂須賀氏により建立。元禄元年（1688年）に改修されている。当宮最古の建物。
- 樋口季一郎中将像
- 遺品館
- 西神門 - 江戸時代に徳島藩主蜂須賀氏により建立。元禄元年（1688年）に改修されている。当宮最古の建物。
- 社務所
- 貴賓殿
- 参集殿
- 東授与所棟 - 1998年（平成10年）建立。
- 西授与所棟 - 1998年（平成10年）建立。
- 正門（表神門） - 1883年（明治16年）再建。以前は随神門であった。
- 茶室「明日庵」
- 放生の神池 - 幽宮跡の御陵を中心にあったとされる濠の遺構とされる。命乞いに鯉、快癒の報賽に亀を放って祈願が行われる。
- 陽の道しるべ - 伊弉諾神宮を中心とする太陽の運行と有名神社の関係を現わすモニュメント。

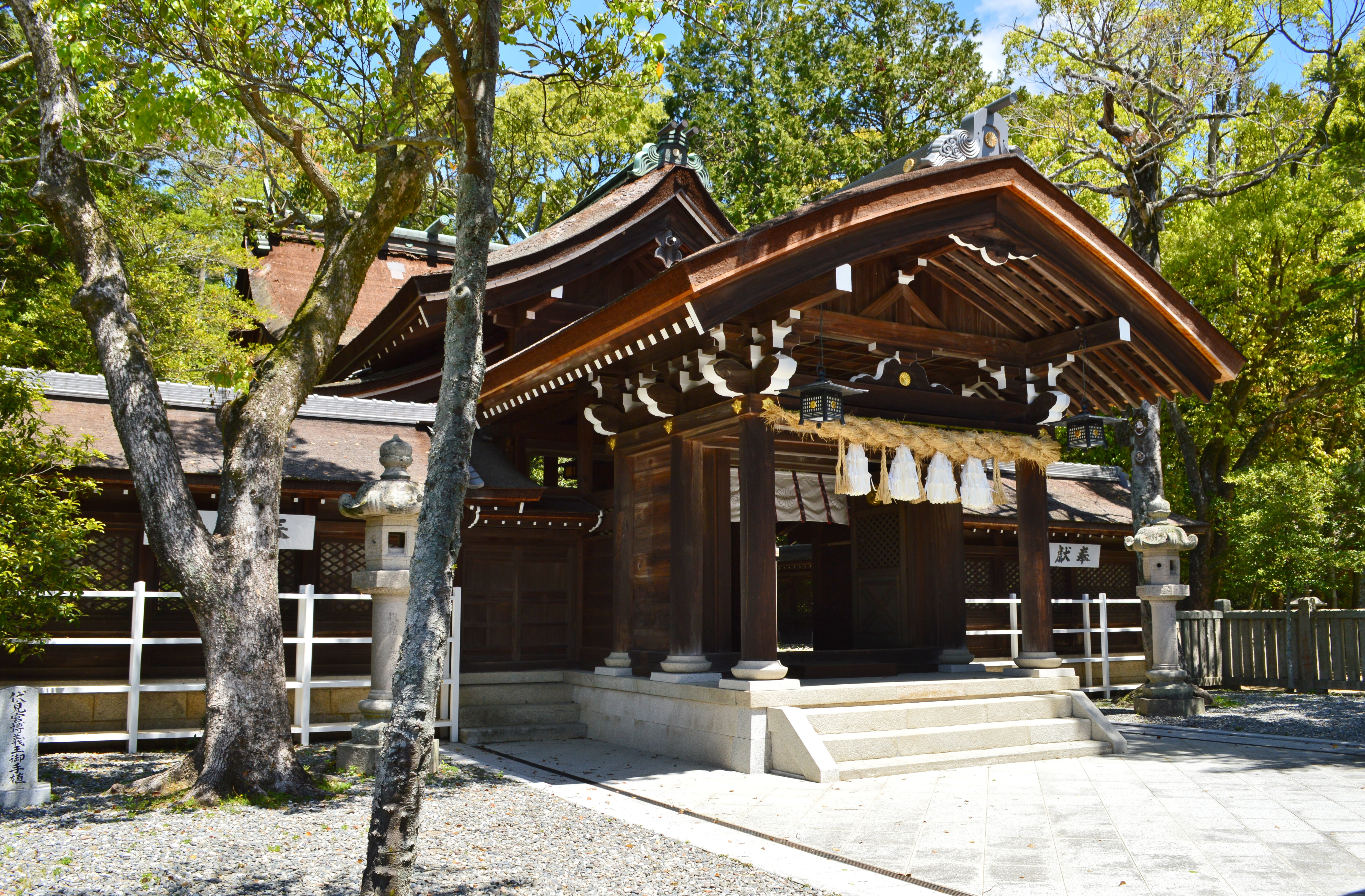
本殿
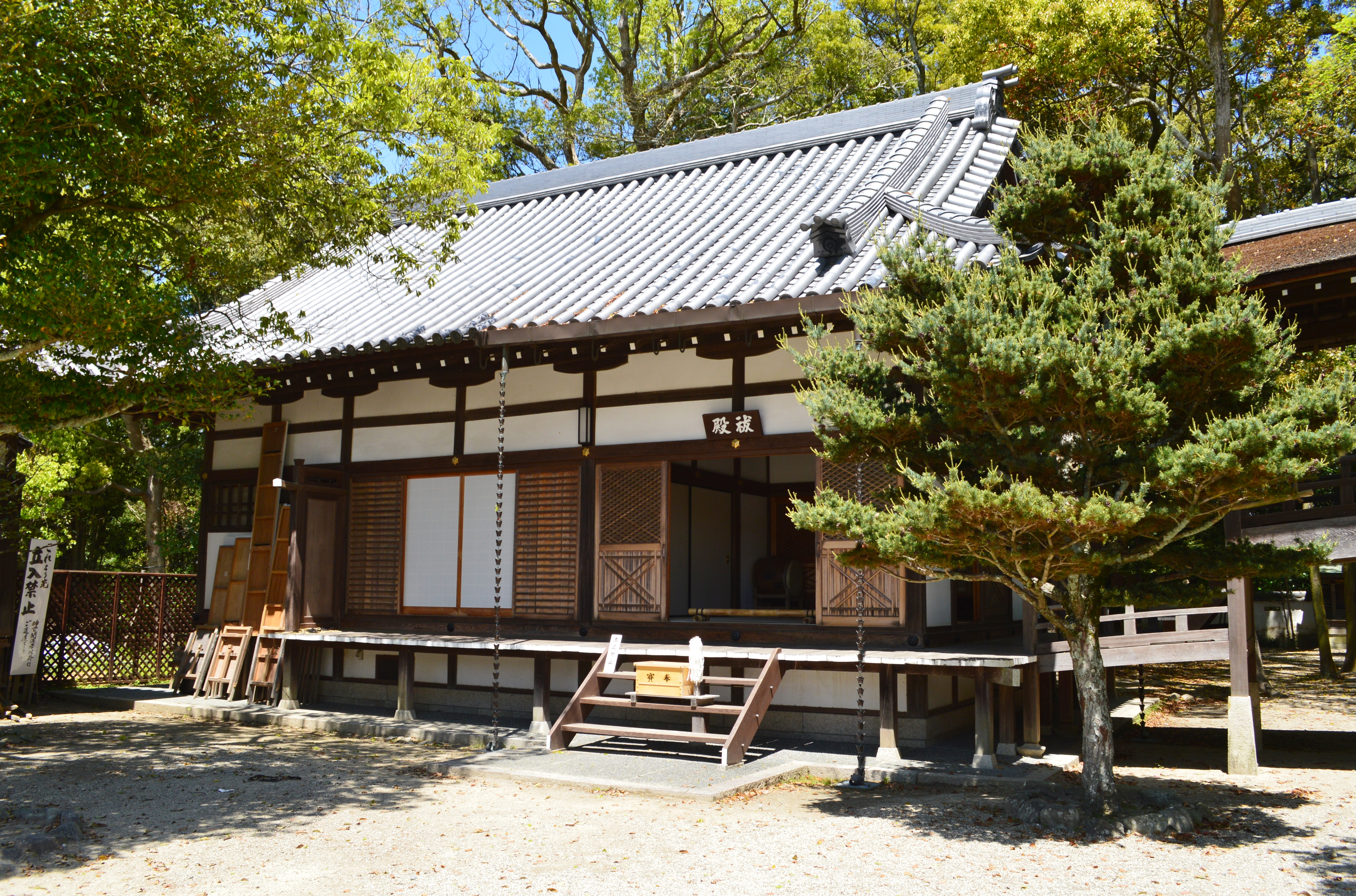
祓殿
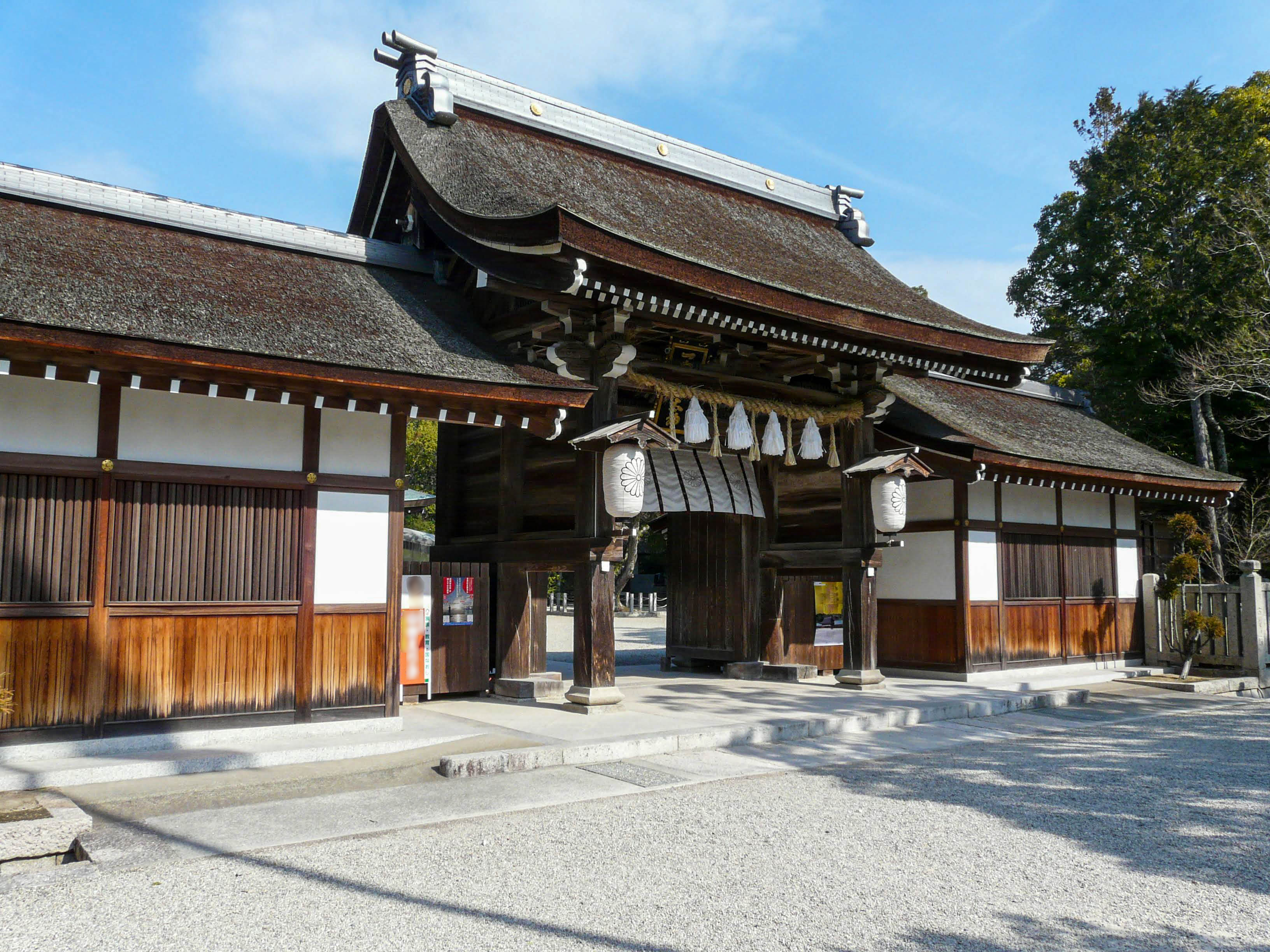
表神門
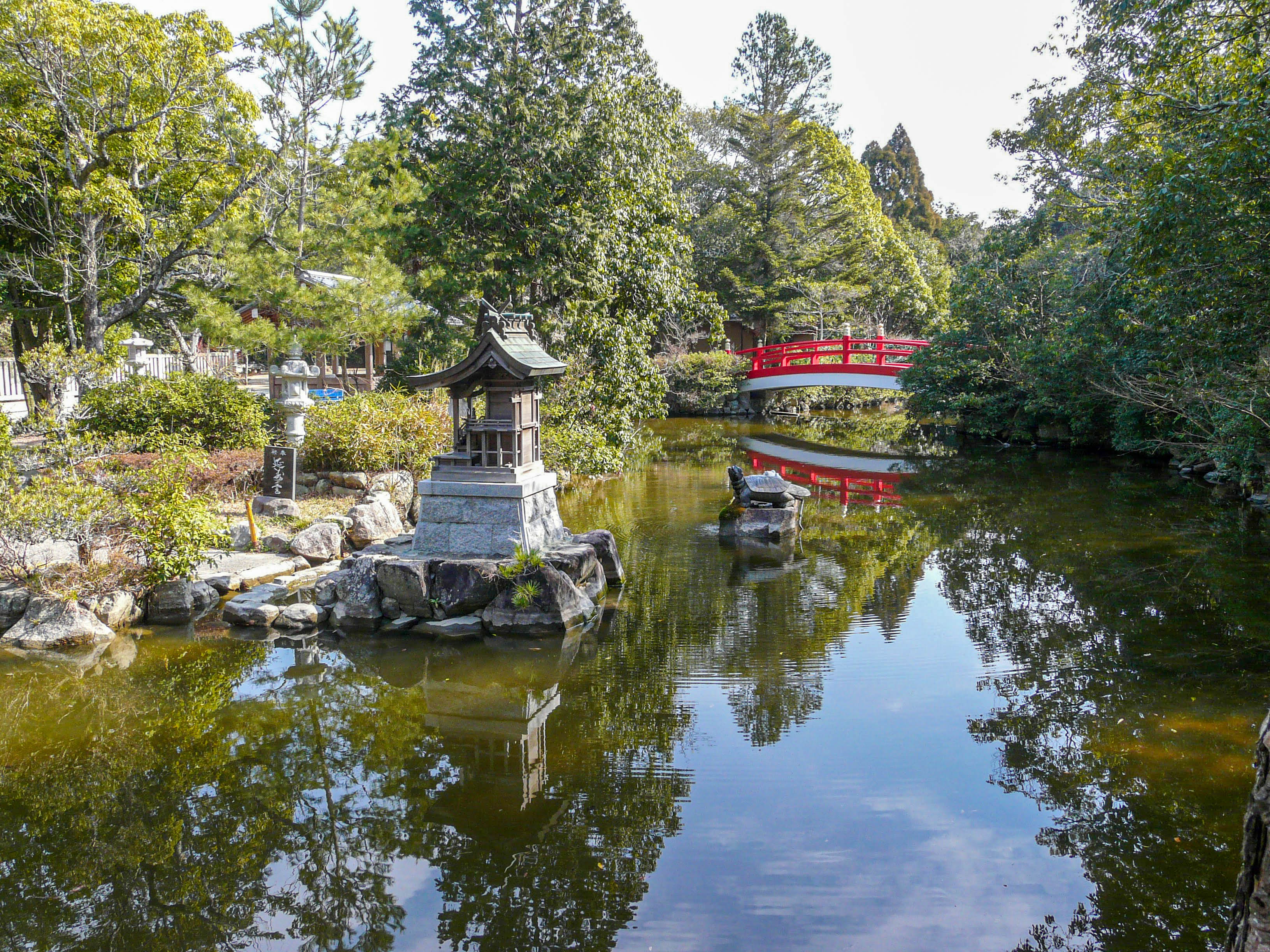
放生の神池
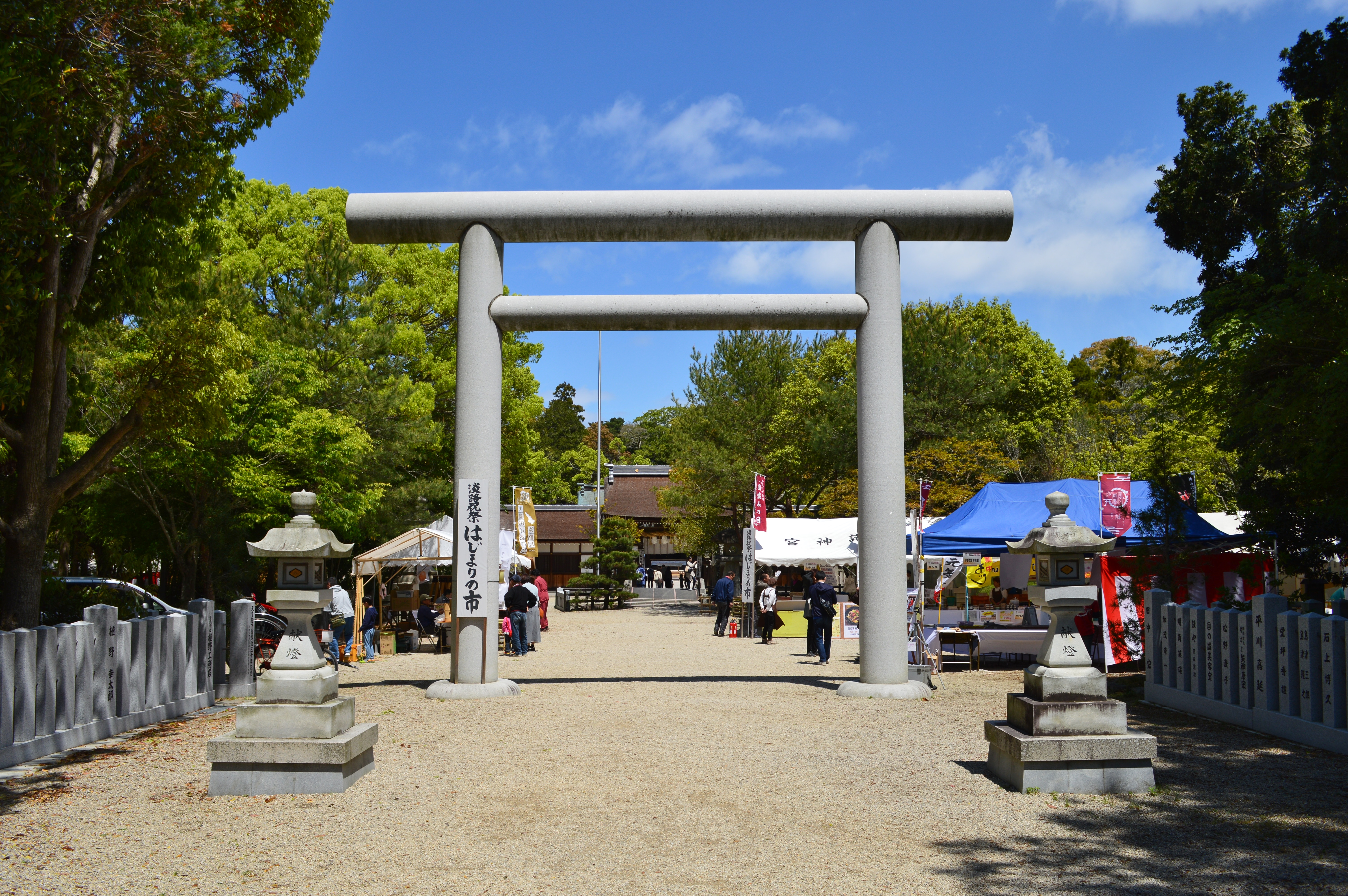
境内鳥居

## 摂末社
- 左右神社 - 祭神：天照皇大神、月読尊
- 鹿島神社・住吉神社 - 農業守護、武運長久の神として祀られる[9]。
- 摂神社・竈神社 - 酒造・醸造の守護神。災難除、火防の神として祀られる[9]。
- 岩楠神社 - 祭神：蛭子命。樹齢約900年の夫婦（めおと）の大楠（兵庫県指定天然記念物）の根本に鎮座している。子授け・安産の神とされる。平安時代中期から奉祭されている。
- 淡路祖霊社 - 祭神：淡路島出身の先覚者、賢人功労者の御霊8,000余柱。1876年（明治9年）建立。
- 延壽宮
- 境外社
  - 濱神社（浜之宮） - 祭神：伊弉諾尊、伊弉冉尊。摂社。
    - 大事忍男神社 - 祭神：大事忍男神
    - 陰陽石

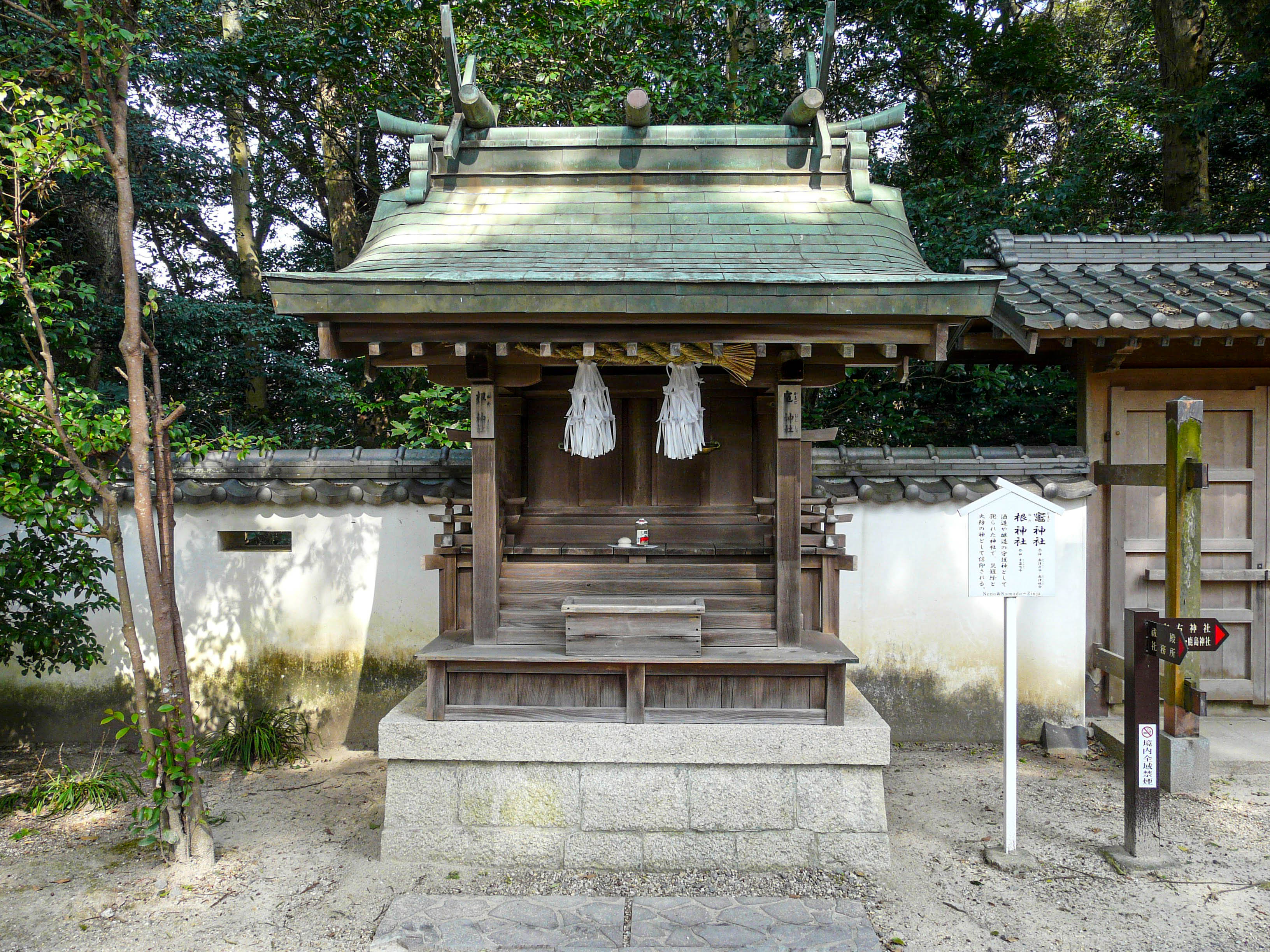
竈神社・根神社
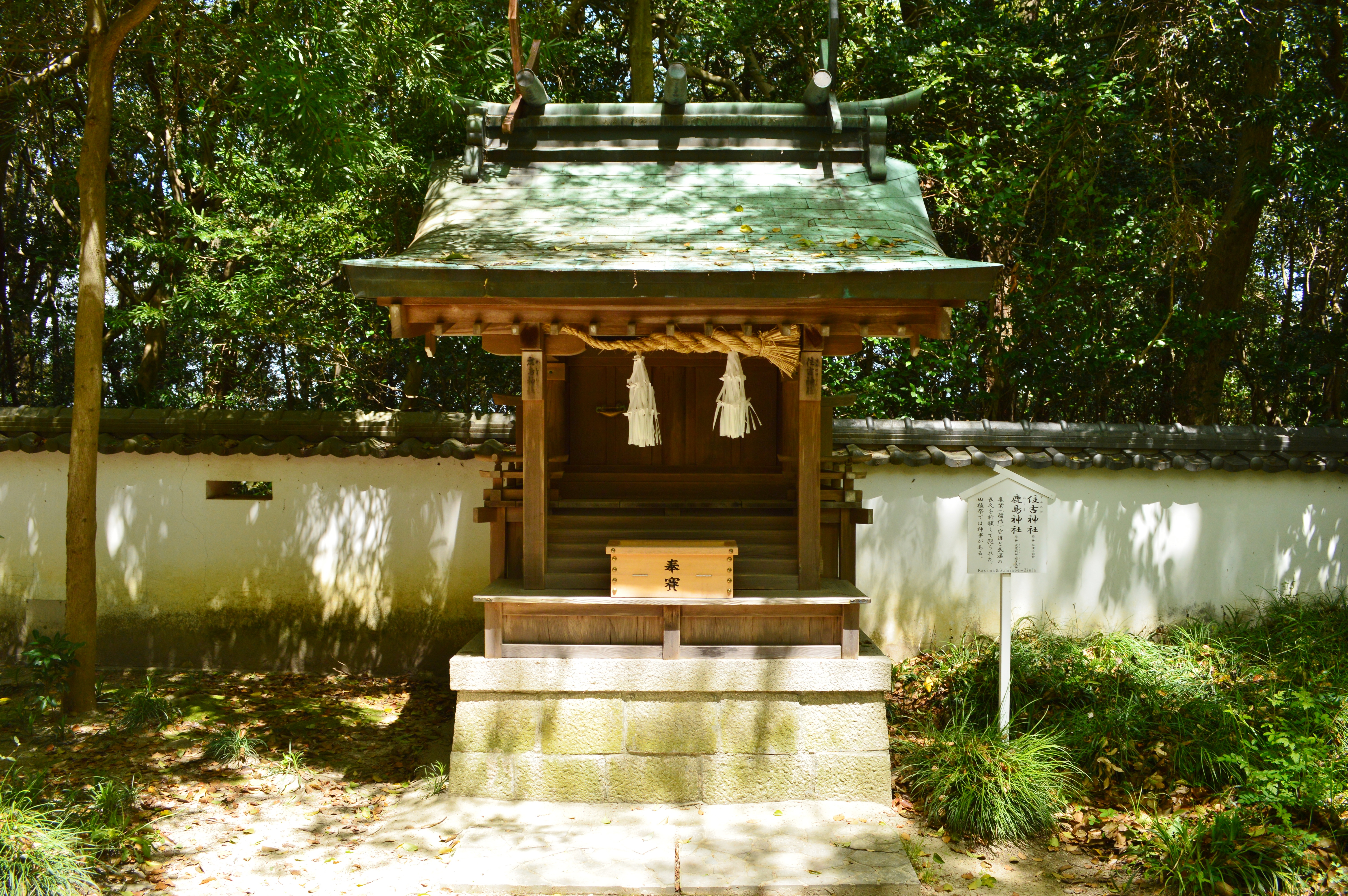
住吉神社・鹿島神社
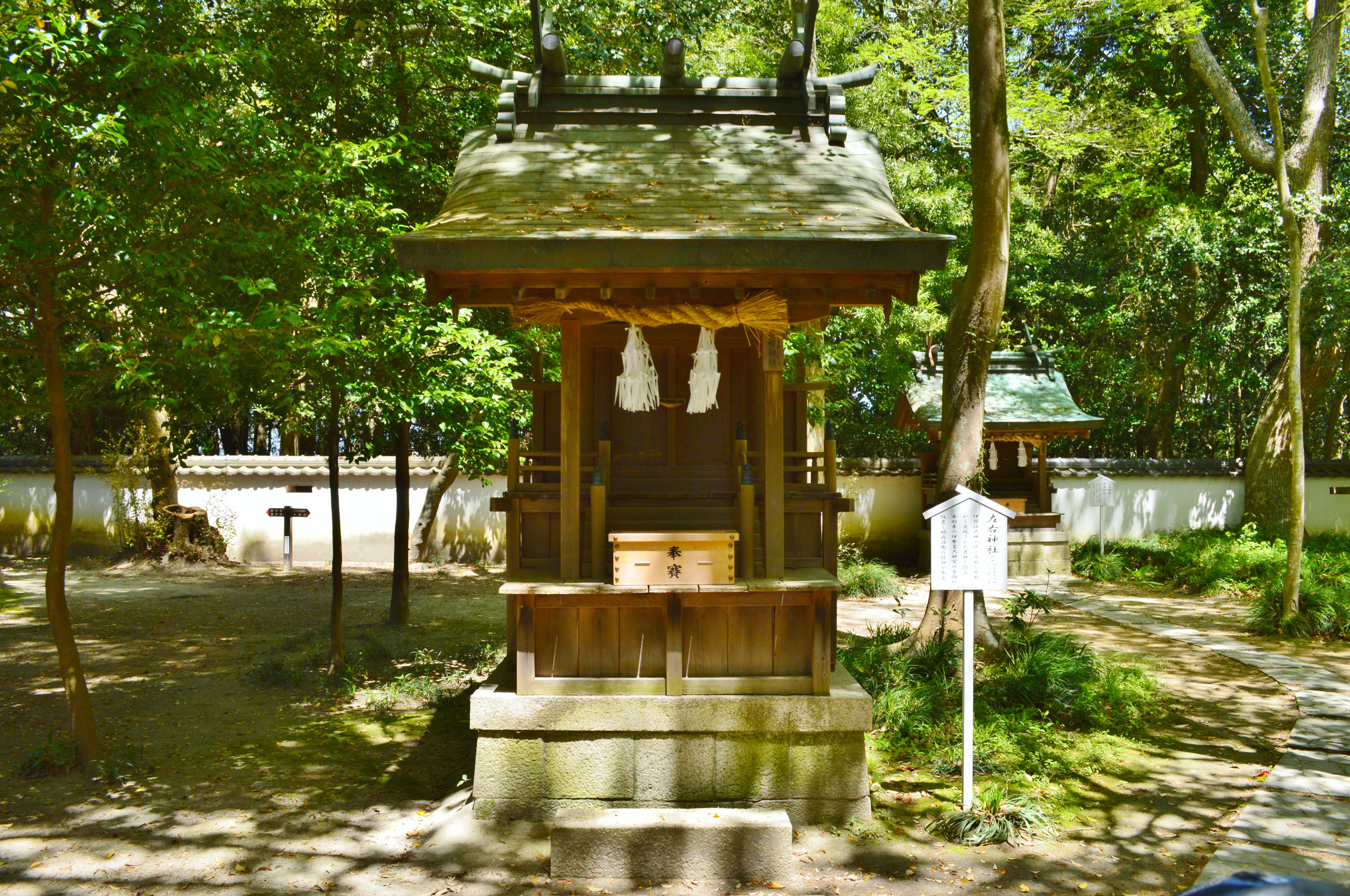
左右神社
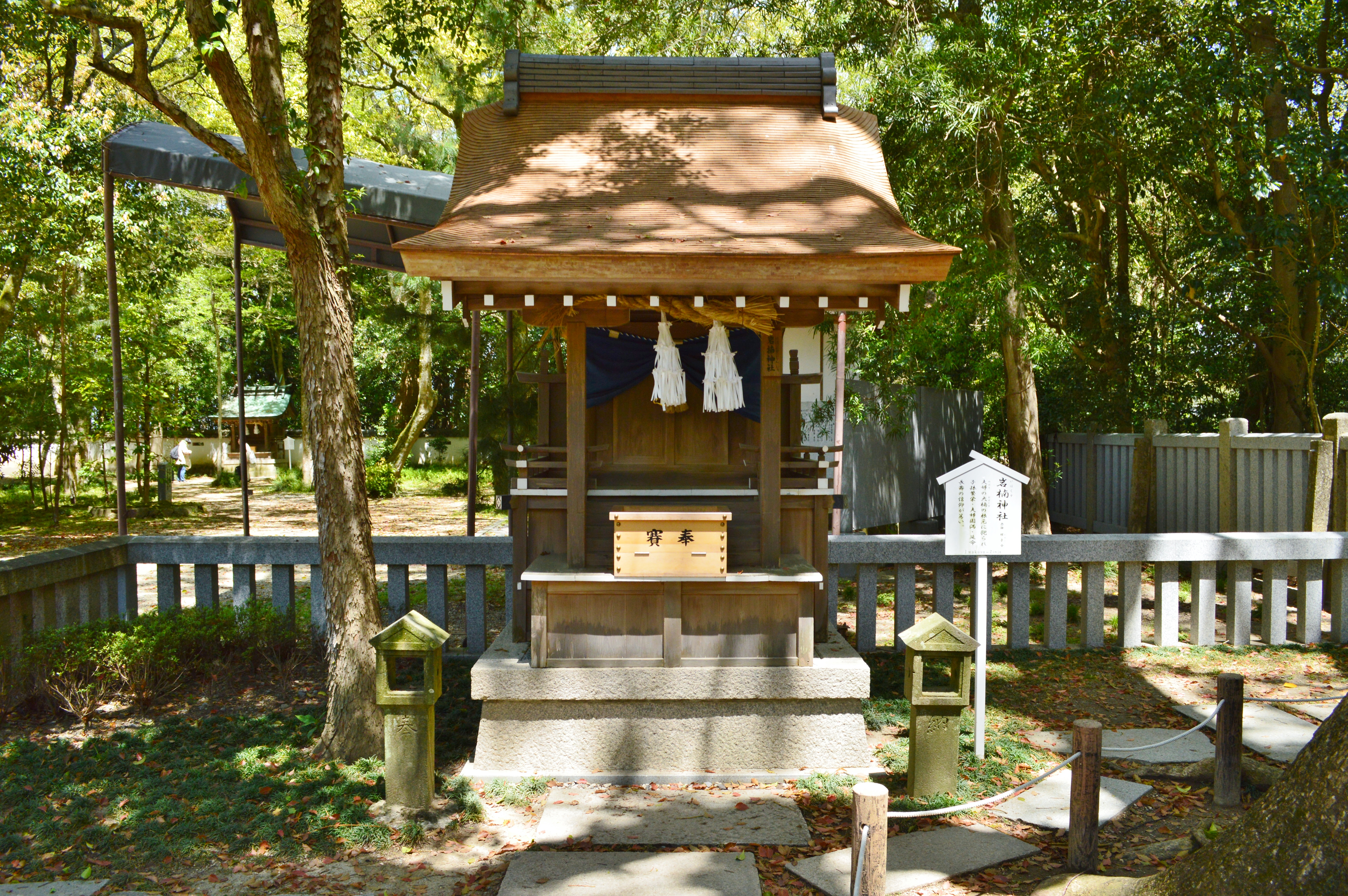
岩楠神社
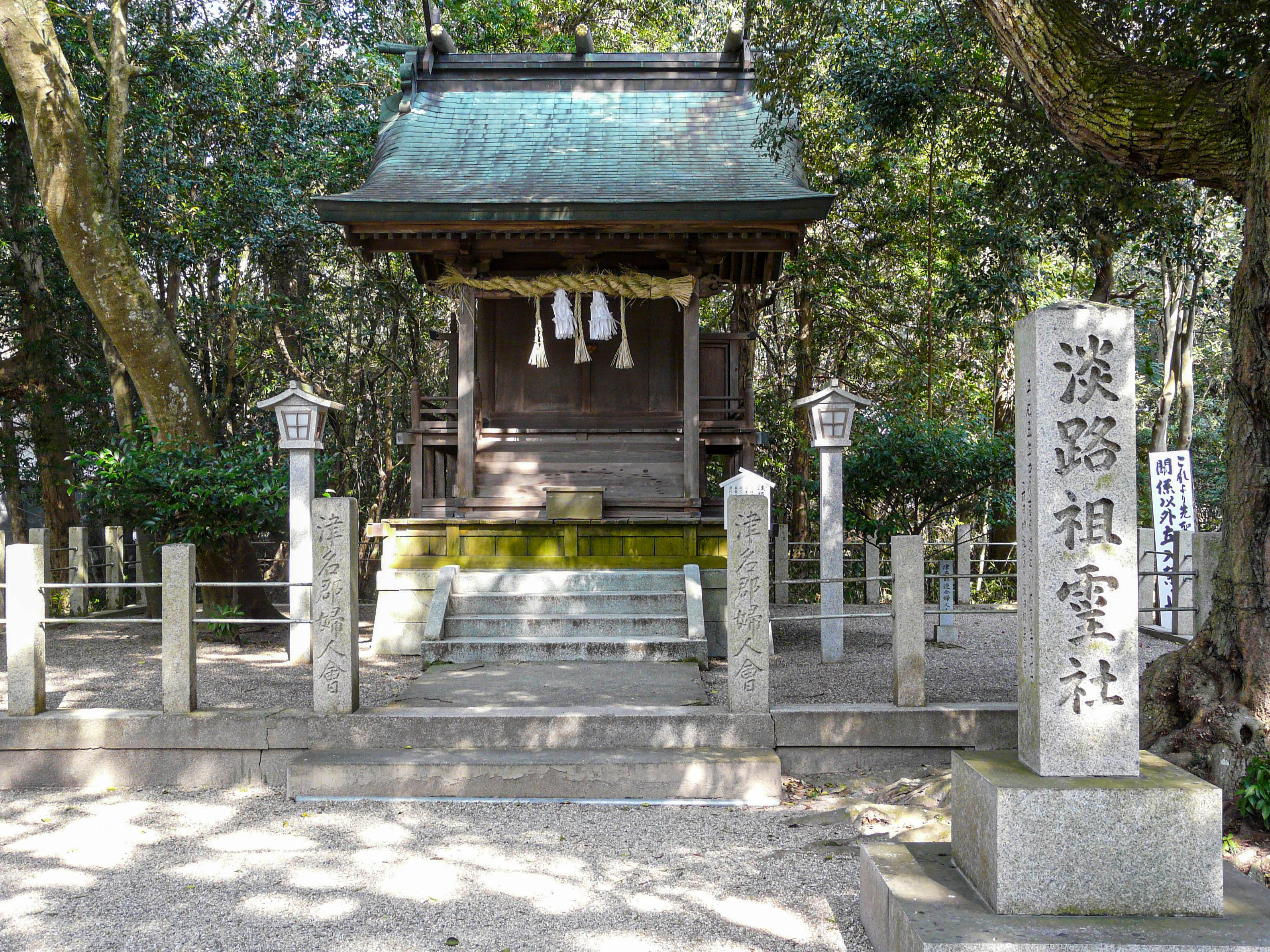
淡路祖霊社
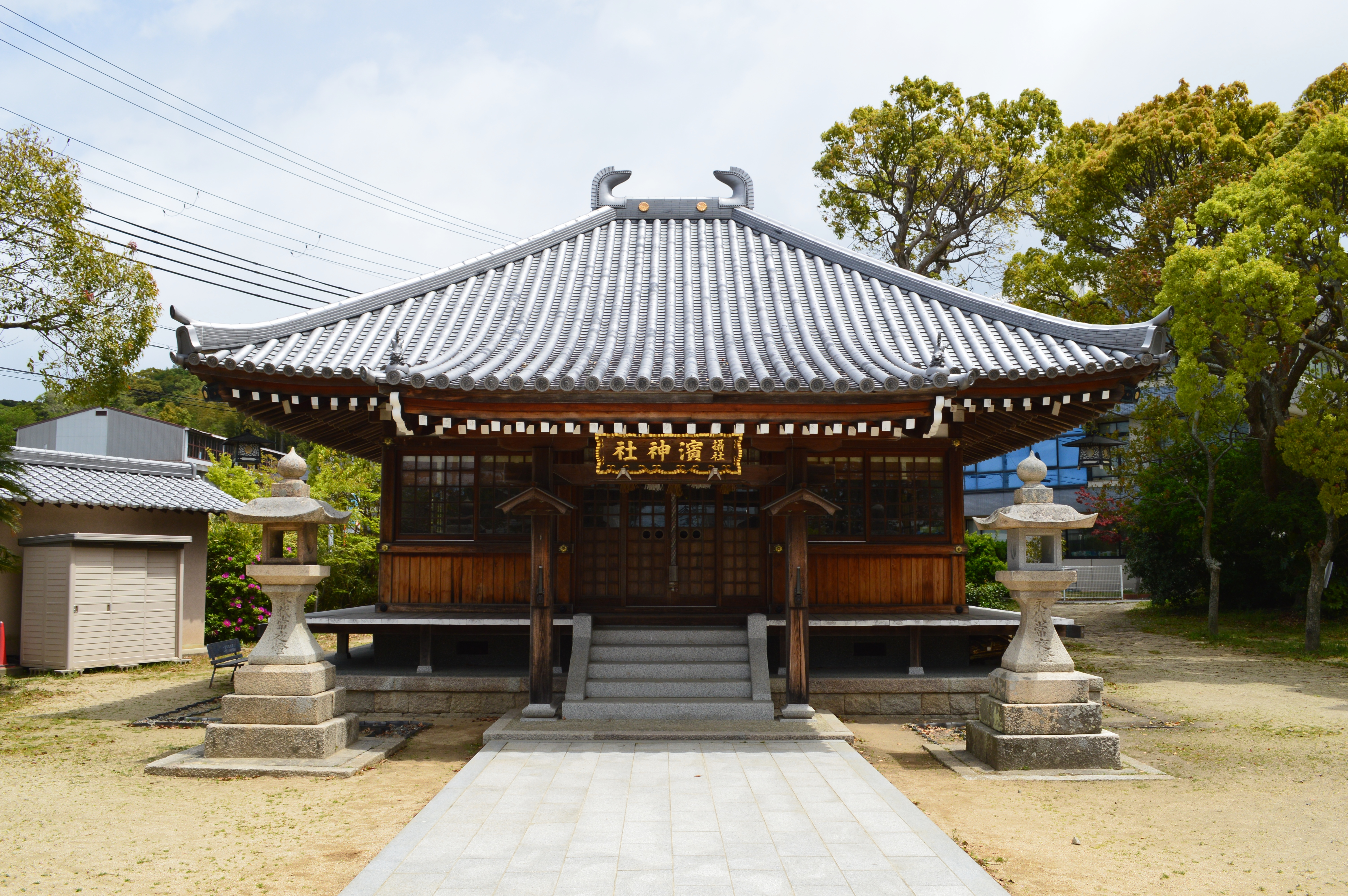
濱神社（浜之宮）

## 文化財

### 兵庫県指定天然記念物

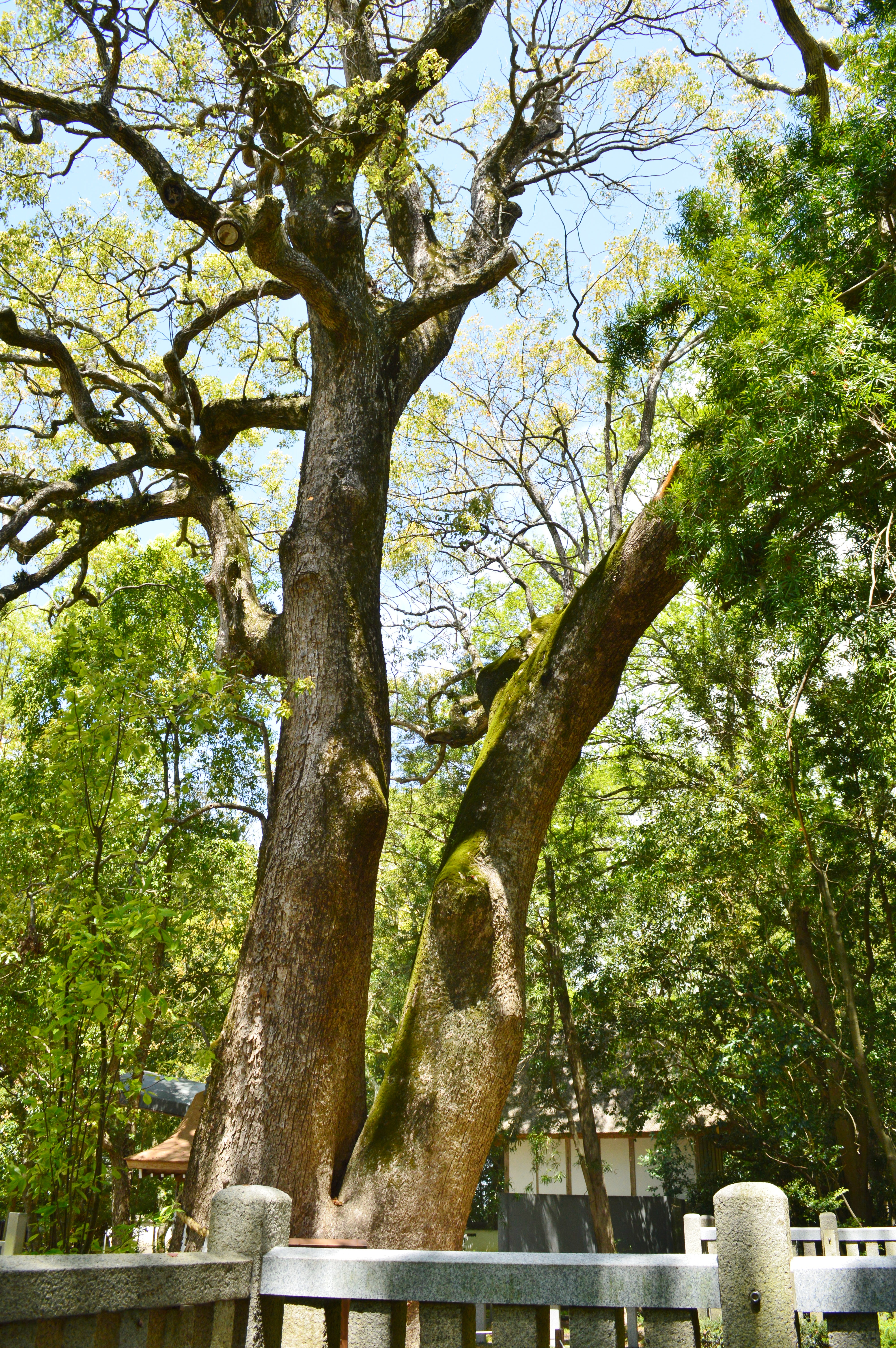
夫婦クス

- 伊弉諾神宮の夫婦クス -  1973年（昭和48年）3月9日指定[10]。

### 淡路市指定有形文化財
- 神像 9躯

## 現地情報
所在地
- 兵庫県淡路市多賀740

交通アクセス
- バス：淡路交通・神姫バス（三ノ宮・西浦線高速バス）および淡路市生活観光バス路線（あわ神あわ姫バス）1（時計回り）/2（反時計回り）/11（南部観光周遊回り）系統「伊弉諾神宮前」バス停下車 （下車後徒歩すぐ）

周辺
- 兵庫県立淡路香りの公園 - 隣接。